# Laosz az 1992. évi nyári olimpiai játékokon
Laosz a spanyolországi Barcelonában megrendezett 1992. évi nyári olimpiai játékok egyik részt vevő nemzete volt. Az országot az olimpián 2 sportágban 6 sportoló képviselte, akik érmet nem szereztek.

## Atlétika
Férfi
| Versenyző             | Versenyszám     | Előfutam | Előfutam | Előfutam | Negyeddöntő | Negyeddöntő | Negyeddöntő | Elődöntő | Elődöntő | Elődöntő | Döntő    | Döntő    |
| Versenyző             | Versenyszám     | Idő      | Hely.    | Össz.    | Idő         | Hely.       | Össz.       | Idő      | Hely.    | Össz.    | Idő      | Helyezés |
| --------------------- | --------------- | -------- | -------- | -------- | ----------- | ----------- | ----------- | -------- | -------- | -------- | -------- | -------- |
| Sitthixay Sacpraseuth | 100 m           | 12,02    | 8.       | 78.      | kiesett     | kiesett     | kiesett     | kiesett  | kiesett  | kiesett  | kiesett  | kiesett  |
| Bounhom Siliphone     | 200 m           | 23,64    | 6.       | 77.      | kiesett     | kiesett     | kiesett     | kiesett  | kiesett  | kiesett  | kiesett  | kiesett  |
| Vanxay Sinebandith    | 400 m           | 51,71    | 8.       | 66.      | kiesett     | kiesett     | kiesett     | kiesett  | kiesett  | kiesett  | kiesett  | kiesett  |
| Khambieng Khamiar     | 800 m           | 2:02,45  | 8.       | 57.      |             |             |             | kiesett  | kiesett  | kiesett  | kiesett  | kiesett  |
| Khambieng Khamiar     | 1500 m          | 4:04,82  | 12.      | 45.      |             |             |             | kiesett  | kiesett  | kiesett  | kiesett  | kiesett  |
| Saleumphone Sopraseut | 20 km gyaloglás |          |          |          |             |             |             |          |          |          | kizárták | kizárták |

## Ökölvívás
| Versenyző             | Versenyszám  | Selejtező                          | Nyolcaddöntő      | Negyeddöntő       | Elődöntő          | Döntő             | Helyezés |
| Versenyző             | Versenyszám  | Ellenfél Eredmény                  | Ellenfél Eredmény | Ellenfél Eredmény | Ellenfél Eredmény | Ellenfél Eredmény | Helyezés |
| --------------------- | ------------ | ---------------------------------- | ----------------- | ----------------- | ----------------- | ----------------- | -------- |
| Khamsavath Vilayphone | Kisváltósúly | Nyamaagiin Altankhuyag (MGL) · RSC | kiesett           | kiesett           | kiesett           | kiesett           | 17.      |

RSC - a játékvezető megállította a mérkőzést